# Anaïs Van Ertvelde
Anaïs Van Ertvelde (Antwerpen, 1 februari 1988) is een Belgisch (Vlaams) schrijver, publicist, podcastmaker en columnist, spreker, wetenschappelijk onderzoeker gespecialiseerd in onder andere genderstudies, disability studies (handicapstudies) en geschiedenis. Ze is docent aan de Koninklijke Academie voor Schone Kunsten van Gent (KASK), promovendus aan de Universiteit Leiden en coördinator van Studium Generale aan de Hogeschool Gent (HOGENT). Voor haar essay Handicap - een bevrijding werd aan Van Ertvelde in 2024 de J. Greshoff-prijs toegekend.

## Biografie
Van Ertvelde is opgegroeid 'in de coulissen'; haar ouders werkten allebei in het theater. Haar moeder is Annick Segal. Van Ertvelde studeerde geschiedenis aan de Universiteit Gent. Voor haar afstudeerscriptie 't Is nog niet in de sacoche : de vormelijke en inhoudelijke evolutie van de nationale vrouwendag 1972-2002, over Internationale Vrouwendag, ontving zij in 2011 de Johanna Naberprijs. Het jaar erop was ze lid van de jury van die prijs. Ze vervolgde haar opleiding met genderstudies aan de Universiteit Utrecht, waar ze in 2012 afstudeerde. Als historica onderzocht ze onder andere gender en seksualiteit in het Verzet (Tweede Wereldoorlog) en Castrum Peregrini. Ze werkt mee aan een wetenschappelijk onderzoeksproject bij het Instituut voor Geschiedenis aan de Universiteit Leiden. Haar promotie-onderzoek is onderdeel van het project. Hierin richt ze zich onder andere op het 'International Year of Disabled Persons' (Internationale jaar van de gehandicapten) dat in 1981 werd uitgeroepen door de Verenigde Naties. Daarnaast geeft ze (gast)colleges in critical disability studies, als onderdeel van literatuur, filosofie en sociologie BA en MA.
Samen met Heleen Debruyne maakte ze van 2015 tot 2018 de podcast Vuile lakens over seksualiteit. De podcast is gelicentieerd onder een Creative Commons-licentie. Ze brachten in 2017 ook een boek uit onder dezelfde titel, Vuile lakens - Een hedendaagse visie op seksualiteit. In het boek en de podcast worden thema's besproken als de anticonceptiepil, seksueel consent, seksuele vrijheid, libido, ejaculatie bij vrouwen, episiotomie (het inknippen tijdens de bevalling), het vrouwencondoom, seksuele voorlichting en pornografie.
Van Ertvelde schrijft regelmatig opiniestukken en columns in onder andere De Morgen, de Volkskrant, De Standaard, rekto:verso en NRC. Ze is intersectioneel feminist, is actief in de queerbeweging en schrijft ook over haar biseksualiteit. Met haar bijdragen aan wetenschappelijk onderzoek naar handicap, haar opiniestukken én haar eigen ervaring met handicap is ze deel van de gehandicaptenbeweging. Ze maakt regelmatig gebruik van de term crip en legt uit dat dat een geuzennaam is voor mensen met een beperking: "Net als queer is het een term die oorspronkelijk een belediging was. Crip komt van het Engelse woord voor kreupele, maar de toe-eigening maakt de term onschadelijk."
In juni 2021 was Van Ertvelde, samen met Nadia Hadad, Leni Van Goidsenhoven en Josefien Cornette, gastredacteur van CRIP, een themanummer over validisme in de kunst van rekto:verso.
Haar boek Handicap - Een bevrijding (De Bezige Bij, ISBN 9789403174815, 19 januari 2024) schreef ze als aanzet om "radicaal anders over het systeem na te denken". Het gaat onder andere over hoe handicap onze ideeën beïnvloedt over thema's als burgerschap, verzet, werk, kunst, intimiteit en seksualiteit. Ze betoogt dat met 'de samenleving' meestal wordt bedoeld: 'mensen zonder handicap', zodat 'integreren in de samenleving' betekent: je zoveel mogelijk aanpassen aan mensen zonder handicap en zo min mogelijk aandacht hebben en vragen voor je beperkingen. Volgens Van Ertvelde geeft de druk om zoveel mogelijk aan de norm te voldoen mensen en kinderen met een beperking de boodschap dat ze niet goed genoeg zijn zoals ze zijn. Ook bij erotiek worden beperkingen ofwel genegeerd ofwel als fetisj opgevat. Margot Kennis roemde Van Ertveldes "tomeloze ambitie, woede, deskundigheid én gedrevenheid", noemde het boek in Humo "een pamflet, een persoonlijke zoektocht, een sociologisch en historisch essay" en Humo plaatste het boek in de boeken-top-10. Voor dit boek werd aan Van Ertvelde in 2024 de J. Greshoff-prijs toegekend, die zal worden uitgereikt op 25 januari 2025 door Saskia Bruines, wethouder in de gemeente Den Haag, tijdens het internationale literatuurfestival Writers Unlimited in de Koninklijke Schouwburg. Handicap - Een bevrijding staat op de longlist voor de Socratesbeker 2025.
In haar werk betoogt ze dat er maatschappelijk een idee over beperkingen en chronische ziekten bestaat als schrikbeeld van afhankelijkheid, terwijl absolute zelfvoorzienendheid (autarkie) voor vrijwel niemand realistisch is: "Onze relatie met handicaps zegt veel over onze kijk op autonomie. We doen alsof we zelfredzaam zijn, maar we zijn voor alles afhankelijk van anderen. De koekjes die hier voor ons liggen hebben we niet zelf gebakken, mijn huis is niet zelfgebouwd, de kleren die ik draag heb ik niet zelf genaaid want ik heb twee linkerhanden, wat zeg ik, ik heb er maar één." Ze bepleit een maatschappelijke verandering, aangezien het lijden dat wordt verbonden aan beperkingen "niet eigen aan handicap, maar aan hoe we onze samenleving hebben ingericht."
Tijdens het schrijven van het boek Handicap - Een bevrijding (gepubliceerd op 19 januari 2024) kreeg Van Ertvelde een burn-out.
Sinds mei 2025 is ze columnist voor Psychologie Magazine.

## Persoonlijk
Van Ertvelde heeft een relatie met Mari Sanders, de Nederlandse regisseur van onder andere de speelfilm Rue Des Invalides (2012) en de documentareseries Rolstoel Roadmovie (2019, NPO 2, over de ontoegankelijkheid van de maatschappij en de openbare ruimte in verschillende Europese landen en steden) en Mari staat op (2021, NPO 2, over de acceptatie van mensen met een beperking in Nederland). In deze laatste serie komen ook Het Dorp, mytylscholen en seksualiteit aan bod, en spreekt Sanders onder andere met Jan Troost en met Van Ertvelde.